# ディナー・イン・ザ・スカイ

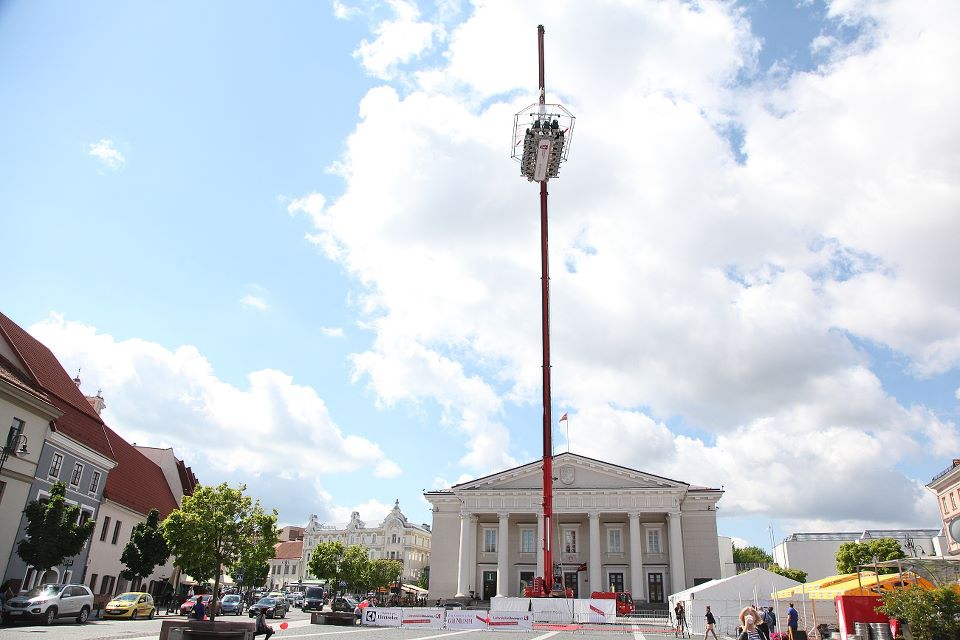
リトアニア、ヴィリニュスでのディナー・イン・ザ・スカイ

ディナー・イン・ザ・スカイ（Dinner in the Sky）は、来客やスタッフ、テーブルをクレーンで150フィート上空へ上げる、ベルギーのレストランである。フォーブス・マガジンは、世界の珍しいレストラン10に挙げている。
ディナー・イン・ザ・スカイは、移動サービスを15カ国で可能にしており、パリやラスベガスを含む様々な都市で行われている。